# Henny Youngman
Henny Youngman (16. marts 1906 - 24. februar 1998) var en amerikansk komiker og skuespiller. Han var kendt for sin replik "Take my wife .... please".